# Aleksander Osiński

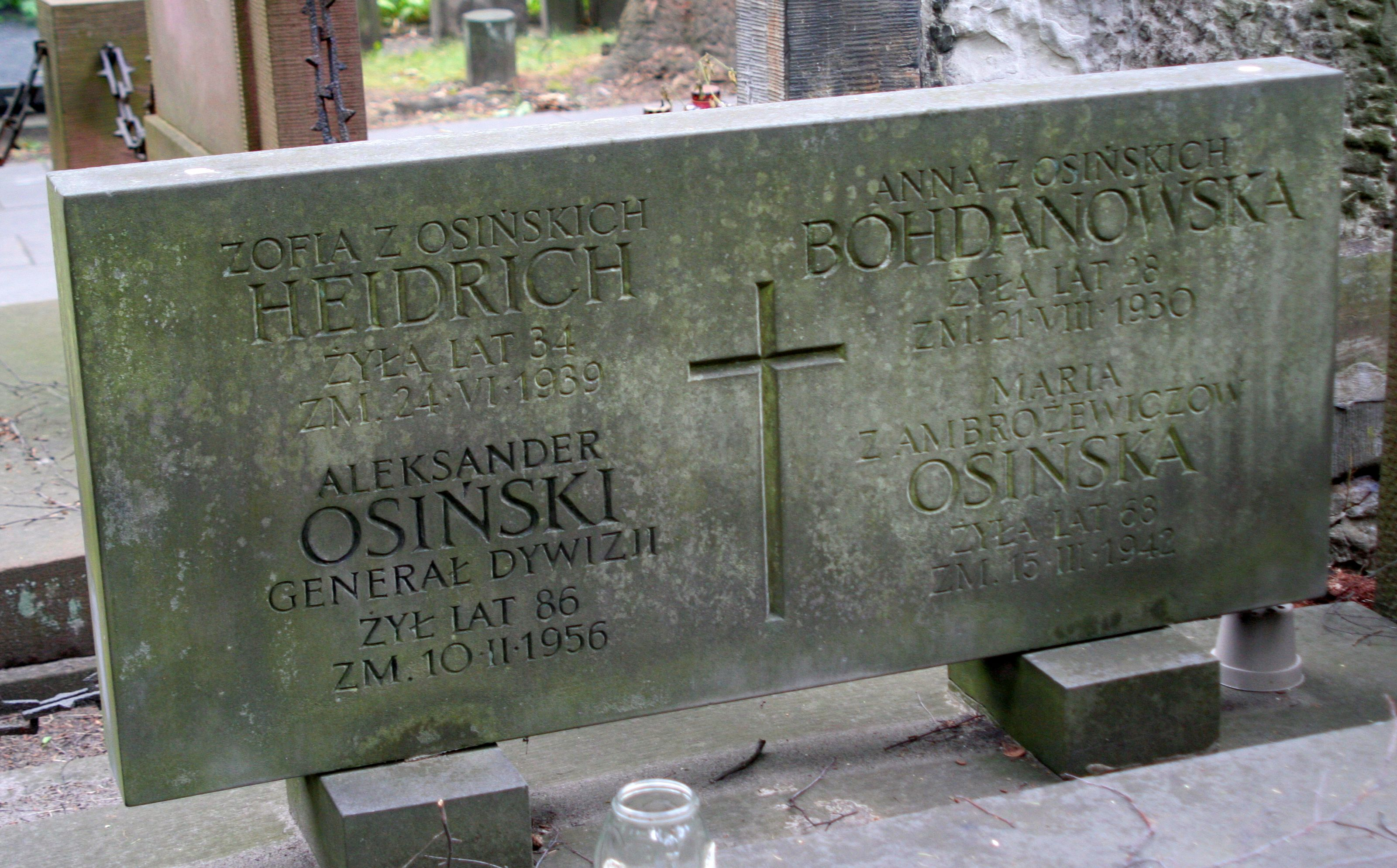
Grobowiec rodzinny Aleksandra Osińskiego

Aleksander Osiński herbu Wąż (ur. 27 lutego 1870 w Pilicy, zm. 10 lutego 1956 w Warszawie) – senator w II RP i prezes Polskiego Czerwonego Krzyża, generał major Armii Imperium Rosyjskiego oraz generał dywizji Wojska Polskiego II RP, kawaler Orderu Virtuti Militari.

## Życiorys
Był synem Antoniego i Katarzyny z Przesmyckich. W 1889 ukończył Oficerską Szkołę Piechoty w Petersburgu, zostając oficerem zawodowym w armii carskiej. Jako dowódca kompanii i batalionu uczestniczył w rosyjskiej interwencji w Chinach w latach 1900–1901. Podpułkownik z 1904. Podczas wojny rosyjsko-japońskiej 1904–1905 walczył na froncie mandżurskim. Pułkownik z 1913 i dowódca pułku. Podczas I wojny światowej brał udział w działaniach na froncie austriackim. Generał major z 1915 na stanowisku dowódcy brygady piechoty. W 1917 dowódca dywizji piechoty. Ranny na froncie i kilkakrotnie kontuzjowany. W lipcu 1917 był członkiem Komisji Wojskowej Polskiego Wojskowego Komitetu Wykonawczego. Po rewolucji październikowej włączył się aktywnie w formowanie Wojska Polskiego, powstającego z rozpadającej się armii carskiej, i czasowo przewodniczył Komisji Organizacyjnej przy rosyjskim Sztabie Generalnym. Organizator oddziałów polskich w Rosji, a następnie na Ukrainie. W kwietniu 1918 został nominowany przez Radę Regencyjną w Warszawie naczelnym dowódcą Wojska Polskiego na Ukrainie, co spowodowało, że znalazł się w konflikcie z gen. Eugeniuszem de Henning-Michaelisem.
W listopadzie 1918 został przyjęty do Wojska Polskiego w randze generała podporucznika i mianowany dowódcą Okręgu Generalnego „Łódź”. Od sierpnia 1919 do lipca 1920 pełnił funkcję Generalnego Inspektora Piechoty przy Wodzu Naczelnym. Później, do stycznia 1921, był kolejno dowódcą: 17 Dywizji Piechoty, Grupy Operacyjnej, 1 Armii oraz przejściowo 3 Armii. 22 stycznia 1921 roku został mianowany dowódcą Okręgu Generalnego „Kraków”, a po jego przeformowaniu – Okręgu Korpusu Nr V w Krakowie. Obowiązki dowódcy okręgu objął 10 lutego 1921 roku.
Był członkiem Naczelnego Polskiego Komitetu Wojskowego, a po odzyskaniu przez Polskę niepodległości zasiadł w składzie Komisji Orzekającej Odznaki Naczelnego Polskiego Komitetu Wojskowego. 1 maja 1921 otrzymał awans na stopień generała porucznika, a w następnym roku został zweryfikowany w stopniu generała dywizji ze starszeństwem z 1 czerwca 1919. Od lipca 1922 do lutego 1924 był szefem Administracji Armii, pełniąc jednocześnie (maj–czerwiec 1923) obowiązki kierownika Ministerstwa Spraw Wojskowych. Następnie, do czerwca 1926 sprawował funkcję Inspektora Szkół Wojskowych, zaś do października 1935 – Inspektora Armii. 4 października 1935 został przeniesiony w stan spoczynku.
Będąc na emeryturze, rozpoczął działalność polityczną. W 1935 został senatorem IV kadencji z m.st. Warszawy. 5 września 1936 prezydent Ignacy Mościcki powołał go do składu Kapituły Orderu Odrodzenia Polski, w ramach której został sekretarzem. W 1937 został szefem okręgu Obozu Zjednoczenia Narodowego, a w 1938 – senatorem V kadencji z nominacji Prezydenta Rzeczypospolitej (w wyborach parlamentarnych poniósł porażkę). W 1938 objął stanowisko prezesa Polskiego Czerwonego Krzyża.
Od sierpnia 1939 przebywał w Stanach Zjednoczonych. Po agresji Niemiec i Rosji na Polskę wyjechał z USA do Wielkiej Brytanii, a tam współkierował działaniami PCK jako Przewodniczący Rady Głównej (zarządzeniem z 12 listopada 1939 Ministra Spraw Wojskowych rządu RP na uchodźstwie, gen. Władysław Sikorskiego, został przewodniczącym zarządu PCK w czasie wojny). Organizował nadsyłanie paczek dla polskich jeńców osadzonych w Oflagu VII A Murnau.
W lipcu 1947 powrócił do Polski. Osiadł w Warszawie, gdzie zmarł 10 lutego 1956. Został pochowany na Cmentarzu Wojskowym na Powązkach (kwatera A 15-2-1/2).

## Życie prywatne
Żonaty z Marią Osińską (1874–1942). Jego wnukiem był grafik Andrzej Heidrich

## Ordery i odznaczenia
- Krzyż Srebrny Orderu Wojskowego Virtuti Militari (15 marca 1921)[11][12]
- Wielka Wstęga Orderu Odrodzenia Polski (10 listopada 1938)[13]
- Krzyż Komandorski z Gwiazdą Orderu Odrodzenia Polski (11 listopada 1934)[14][11]
- Krzyż Komandorski Orderu Odrodzenia Polski (29 grudnia 1921)[15][16]
- Krzyż Niepodległości (17 marca 1932)[17][18]
- Krzyż Walecznych (czterokrotnie, 1921)[11][19][20][21]
- Złoty Krzyż Zasługi (dwukrotnie: 11 lutego 1925[22], 19 marca 1931[23])
- Medal Pamiątkowy za Wojnę 1918–1921[11]
- Medal Dziesięciolecia Odzyskanej Niepodległości[11]
- Odznaka Pamiątkowa Generalnego Inspektora Sił Zbrojnych (12 maja 1936)
- Odznaka ZHP „Wdzięczności”[24]
- Krzyż Wielki Orderu Korony Rumunii (Rumunia)[11]
- Wielki Oficer Orderu Leopolda (Belgia)[11]
- Wielki Oficer Orderu Legii Honorowej (Francja, 1934)[25][11]
- Komandor Orderu Legii Honorowej (Francja, 1922)[11][26]
- Medal Zwycięstwa (Médaille Interalliée) – 1925[11][27]

- Order Świętego Stanisława (Imperium Rosyjskie)
- Order Świętej Anny (Imperium Rosyjskie)
- Order Świętego Włodzimierza (Imperium Rosyjskie)[28]
- Order Świętego Jerzego IV klasy (Imperium Rosyjskie